# Nychogomphus bidentatus
Nychogomphus bidentatus – gatunek ważki z rodziny gadziogłówkowatych (Gomphidae). Został opisany w 2010 roku. Miejsce typowe to Gengma w prefekturze Lincang w prowincji Junnan w południowych Chinach.